# 蒜頭 (地名)
蒜頭，是位於台灣嘉義縣六腳鄉的一個傳統地域名稱，也是全鄉行政中心所在地，位於該鄉南部偏東。相較於今日行政區，其範圍大致包括塗師村東南端、雙涵村南部中段、蒜頭村不含西北部及東北端、蒜南村、蒜東村不含東北端凸出部分的東半側、工廠村不含東部及東南部，狹義上則主要指蒜頭村、蒜東村、蒜南村、工廠村等地。
蒜頭早年居民富庶，有「九萬二七千」的俗諺，意指當地大戶人家眾多，堪稱首善之區，故名「算頭」，其後音訛為「蒜頭」。

## 設施
- 蒜頭糖廠
  - 糖廠配天宮